# Linum violascens
Linum violascens là một loài thực vật có hoa trong họ Linaceae. Loài này được Bunge mô tả khoa học đầu tiên năm 1829.